# Kasta 2E
Kasta 2E est un radar primaire aéronautique mobile militaire russe de basse altitude et moyenne portée.

## Description
Il est monté sur un véhicule KamAZ-5350.
Décliné en deux types : 
- Kasta 2E1
- Kasta 2E2.

## Guerre russo-ukrainienne
Il a été déployé le 15 février 2022 dans le secteur de Kharkiv, à seulement onze kilomètres de la frontière russo-ukrainienne, où il est chargé de contrôler l'espace aérien. 
Le 13 février 2024, un radar proche de la frontière russo-ukrainienne, a été détruit par une frappe de drones comprenant le Warmate 3.0 par le Houssy 9 des forces spéciales du GUR.